# Oleg Širinbekov
Oleg Chakimbekovič Širinbekov (in russo Олег Хакимбекович Ширинбеков?; Šachrinau, 11 settembre 1963) è un allenatore di calcio ed ex calciatore sovietico dal 1991 tagiko e russo, di ruolo centrocampista.

## Carriera

### Club
Ha trascorso la maggior parte della sua carriera nella Torpedo Mosca, con cui conta 158 presenze e 12 gol.

### Nazionale
Conta 3 presenze con la nazionale sovietica ed una con quella tagika.

## Statistiche

### Cronologia presenze e reti in nazionale
| Cronologia completa delle presenze e delle reti in nazionale ― Unione Sovietica | Cronologia completa delle presenze e delle reti in nazionale ― Unione Sovietica | Cronologia completa delle presenze e delle reti in nazionale ― Unione Sovietica | Cronologia completa delle presenze e delle reti in nazionale ― Unione Sovietica | Cronologia completa delle presenze e delle reti in nazionale ― Unione Sovietica | Cronologia completa delle presenze e delle reti in nazionale ― Unione Sovietica | Cronologia completa delle presenze e delle reti in nazionale ― Unione Sovietica | Cronologia completa delle presenze e delle reti in nazionale ― Unione Sovietica |
| Data                                                                            | Città                                                                           | In casa                                                                         | Risultato                                                                       | Ospiti                                                                          | Competizione                                                                    | Reti                                                                            | Note                                                                            |
| ------------------------------------------------------------------------------- | ------------------------------------------------------------------------------- | ------------------------------------------------------------------------------- | ------------------------------------------------------------------------------- | ------------------------------------------------------------------------------- | ------------------------------------------------------------------------------- | ------------------------------------------------------------------------------- | ------------------------------------------------------------------------------- |
| 21/11/1988                                                                      | Damasco                                                                         | Siria                                                                           | 0 – 2                                                                           | Unione Sovietica                                                                | Amichevole                                                                      | -                                                                               |                                                                                 |
| 23/11/1988                                                                      | Madinat al-Kuwait                                                               | Kuwait                                                                          | 0 – 1                                                                           | Unione Sovietica                                                                | Amichevole                                                                      | -                                                                               |                                                                                 |
| 27/11/1988                                                                      | Madinat al-Kuwait                                                               | Kuwait                                                                          | 0 – 2                                                                           | Unione Sovietica                                                                | Amichevole                                                                      | -                                                                               |                                                                                 |
| Totale                                                                          |                                                                                 | Presenze                                                                        | 3                                                                               |                                                                                 | Reti                                                                            | 0                                                                               |                                                                                 |

| Cronologia completa delle presenze e delle reti in nazionale ― Tagikistan | Cronologia completa delle presenze e delle reti in nazionale ― Tagikistan | Cronologia completa delle presenze e delle reti in nazionale ― Tagikistan | Cronologia completa delle presenze e delle reti in nazionale ― Tagikistan | Cronologia completa delle presenze e delle reti in nazionale ― Tagikistan | Cronologia completa delle presenze e delle reti in nazionale ― Tagikistan | Cronologia completa delle presenze e delle reti in nazionale ― Tagikistan | Cronologia completa delle presenze e delle reti in nazionale ― Tagikistan |
| Data                                                                      | Città                                                                     | In casa                                                                   | Risultato                                                                 | Ospiti                                                                    | Competizione                                                              | Reti                                                                      | Note                                                                      |
| ------------------------------------------------------------------------- | ------------------------------------------------------------------------- | ------------------------------------------------------------------------- | ------------------------------------------------------------------------- | ------------------------------------------------------------------------- | ------------------------------------------------------------------------- | ------------------------------------------------------------------------- | ------------------------------------------------------------------------- |
| 24/08/1997                                                                | Taegu                                                                     | Corea del Sud                                                             | 4 – 1                                                                     | Tagikistan                                                                | Amichevole                                                                | -                                                                         |                                                                           |
| Totale                                                                    |                                                                           | Presenze                                                                  | 1                                                                         |                                                                           | Reti                                                                      | 0                                                                         |                                                                           |

## Palmarès

### Giocatore

#### Competizioni nazionali
- Vtoroj divizion: 1

FK Mosca: 1998

### Allenatore

#### Competizioni nazionali
- Coppa del Tagikistan: 1

Istiklol: 2013